# كاركتول
كاركتول هو علاج غير فعال للسرطان، ينتج من خلط ثمانية الأعشاب الهندية. رُوّج للمرة الأولى في عام 1968 بواسطة ناندلال تيواري، اكتسب شعبيّة واسعة في المملكة المتحدّة.
وقد سُوق بشكل قوي على أن الكاركتول قادرعلى علاج السرطان، والحد من الآثار الجانبية للعلاج الكيميائي، ومع ذلك لا يوجد دليل طبي على أنه لديه أي فوائد على الإطلاق للأشخاص المصابين بالسرطان.

## خلفية
كاركتول هو من المكملات الغذائية العشبية، ويُسوق مع ادعاءات أنه يعتمد على الطب الايورفيدا التقليدية. وتشمل مكوناته على: عشية النار الهندية، حسك الأرض، كبابة، أمانية منقطة، رشاد مزروع، شوك الضب المأكول، فشاغ صيني، وراوند جنوبي.
في عام 2009 كتب إدزارد إرنست أنه لا يزال يتم الترويج له في المملكة المتحدة، وحصلت شركات العلاقات العامة التي وظفها بائعوها على تغطية واسعة على الويب، وفقًا للمجلة الطبية البريطانية، وفي وسائل الإعلام عموماً.

## نقد
لاحظ إدزارد إرنست الغياب الكامل لأي شكل من أشكال الأدلة العلمية؛ لتأكيد أن الكاركتول مفيد لأي من مرضى السرطان، وقد لوحظ نشر عدد قليل من الدراسات حول التركيب الكيميائي للكاركتول إلى جانب الاستطلاعات غير الحاسمة للمرضى الذين استخدموه في المجالات التي لا تخضع لاستعراض الأقران.
يقول مركز أبحاث السرطان في المملكة المتحدة عن الكاركتول، «إن الأدلة العلمية المتاحة لا تدعم استخدامه في علاج السرطان لدى البشر».
هاربيت هال شُمل الكركتول من بين العلاجات القائمة على أساس بيولوجي التي يروج لها العلاج الطبيعي، وهال ترى أنها احتيال ودجالة؛ للاستمرار الاستفادة من ضعف مرضى السرطان.